# Jean Pascaud
Pour les articles homonymes, voir Pascaud.
Jean Pascaud, né le 25 janvier 1903 à Rouen, mort en 1996, est un décorateur et ensemblier français de style Art déco et 1940.

## Biographie
Pascaud est ingénieur de l'Ecole Centrale des Arts et Manufactures (Promotion 1924) et licencié en droit. Il expose dès 1931 au Salon des artistes décorateurs ; ses réalisations s'inscrivent dans la continuité des ensembles de Jacques-Émile Ruhlmann.
En 1934, il livre la suite Dieppe du paquebot Normandie. Cette même année, il organise dans ses locaux  au no 165 boulevard Haussmann une exposition d’œuvres de Jean-Gabriel Domergue, puis du 14 au 29 novembre une exposition rassemblant Jacques Henri Lartigue, Paul Colin, Moïse Kisling, Marie Laurencin, Henri Lebasque, Marcel Roche.
En août 1937, Jean Zay, alors ministre de l'Éducation nationale et des beaux-arts, lui commande l'aménagement de son cabinet de l'hôtel de Rochechouart à Paris.
Un article de Plaisir de France en 1950, relatif à son appartement parisien montre un bronze de Jeanniot, une tapisserie d'Aubusson d'après J.D. Malclès et des bronzes ornementaux de Bizette-Lindet.
Il est responsable de la décoration d'un appartement d'apparat dans la tour François Ier du château de Rambouillet.